# 夏志清
夏志清（1921年2月18日—2013年12月29日），江蘇吳縣人，生於上海浦東，中國文學評論家，教授。
夏父為銀行職員，其長兄夏濟安亦為著名文學評論家。夏於1942年自滬江大學英文系畢業時已大量閱讀中國文學名著。1946年9月隨長兄至北京大學擔任助教，醉心於西歐古典文學，因研究威廉·布莱克檔案（William Blake Archive）論文脫穎而出，取得留美獎學金至耶魯大學攻讀英文碩士、博士。
其於紐約州立學院任教時，獲得洛克菲勒基金會（又稱洛氏基金會）贊助，完成《中國現代小說史》一書（A History of Modern Chinese Fiction），也奠定他學者評論家的地位。1961年到紐約哥倫比亞大學任教，幾年後接任翻譯家王際真之教席。2006年7月，當選中華民國中央研究院院士，是該院成立以來當選時最高齡的院士，夏志清表示「好像在作新娘子」。

## 文學研究
《中國現代小說史》是一本中國現代小說批評的拓荒巨著，1961年由耶魯大學出版後，立即成為研究中國現代文學的熱門書，也是歐美不少大學的教科書。由於當時正處於冷戰，資料取得有限，無法作到全面性的觀照，因此歷史感略嫌不足，但是在中國現代文學批評領域裏，卻具有開創性的地位，並且從中發掘了錢鍾書、張愛玲、沈從文等作家。他對這三個人的評價，在1960年代，是石破天驚的。夏甚至認為張愛玲的《金鎖記》是“中國從古以來最偉大的中篇小說”，而錢鍾書的《圍城》是“中國近代文學中最有趣、最用心經營的小說，可能是最偉大的一部”。
夏也相當欣賞白先勇的作品，在《白先勇論》一文中認為：“《台北人》甚至可以說是部民國史，因為《梁父吟》中的主角在辛亥革命時就有一度顯赫的歷史。”他推崇白先勇兼採中國傳統與西方小說技巧的優點，作為小說家，他具備悲天憫人的胸懷，藝術成就是無庸置疑的。
夏氏是西洋文學專家，但以中國文學揚名，從其《中國現代小說史》撰述的用功精神，“濯去舊見，以來新意”，融合中西的治學方法，並且挖掘許多現代極有潛力的作家，對於當代作家如余光中、陳世驤、盧飛白、於梨華、陳若曦等人都有極獨到且公正的見解。除了《中國現代小說史》中英文著作外，另有英文專書《中國古典小說》（The Classic Chinese Novel），以及《愛情、社會、小說》、《文學的前途》、《人的文學》、《新文學的傳統》、《夏志清文學評論集》、《雞窗集》、《印象的組合》等文學評論集。

## 文學意見
夏氏以一貫西洋文學專家來看中國文學，他語重心長的指出「……再讀五四時期的小說，實在覺得它們大半寫得太淺露了。那些小說家技巧幼稚且不說，看人看事也不夠深入，沒有對人心作深一層的發掘。這不僅是心理描寫細緻不細緻的問題，更重要的問題是小說家在描繪一個人間現象時，沒有提供比較深刻的、具有道德意味的瞭解。所以我在本書第一章裏就開門見山，直指中國現代小說的缺點即在其受範於當時流行的意識形態，不便從事於道德問題之探討……」，「索福克勒斯、莎士比亞、托陀兩翁，他們留給我們的作品，都借用人與人間的衝突來襯托出永遠耐人尋味的道德問題。托陀兩翁都是偉大的人道主義者，他們對當時俄國面臨的各種問題、危機都自有其見解，也借用了小說的形式說教無誤。但同時也寫出人間永恆的矛盾和衝突，超越了作者個人的見解和信仰，也可說超越了他們人道主義的精神。」，「索、莎、托、陀諸翁正視人生，都帶有一種宗教感，也就是說，在他們看來人生之謎到頭來還是一個謎，僅憑人的力量與智慧，謎底是猜不破的。事實上，基督教傳統裏的西方作家都具有這種宗教感的。我既是西洋文學研究者，在《結論》這一章裏就直言：現代中國文學之膚淺，歸根究底說來，實由於其對‘原罪’之說，或者闡釋罪惡的其他宗教論說，不感興趣，無意認識。」
夏志清：“洋人看中国书看得少的时候，兴趣很大；看得多了，反而没有兴趣了。亞瑟·偉利、艾兹拉·庞德翻译的中国古诗，看的人很多，大家说：就是好！翻译得多了，就没什么好了。小说也一样，《西游记》翻译一点点，大家觉得很好，后来多了以后，就看得很烦，中国人不觉得什么，洋人就觉得长，而且人名又都差不多，看不下去。所以，中国文学弄不大，弄了很多年弄不起来，要起来早就起来了。法国的《包法利夫人》大家都在看，中国的《红楼梦》你不看也没有关系，中国没有一本书大家必须看。”（夏志清：“中国文学只有中国人自己讲”）

## 筆戰

### 与普实克
1961年夏志清出版《中國現代小說史》，其中對魯迅評價比較低；捷克著名漢學家普實克立刻寫了書評《中國現代文學的根本問題和夏志清的〈中國現代小說史〉》批評夏志清《中國現代小說史》的分析方法不夠“科學”，文章指出其他所有現代作家都缺乏魯迅之所以成為魯迅的特點：“寥寥數筆便刻畫出鮮明的場景和揭示出中國社會根本問題的高超技藝。”夏撰文反駁，這兩篇長文都刊在布拉格東方研究院的雜誌《東方文學》上，現在已經成為研究中國現代文學的必讀之作。

### 与顏元叔
1976年寫〈勸學篇——專覆顏元叔「印象主義的復辟」一文〉，不客氣地反駁顏元叔教授〈印象主義的復辟〉一文。夏志清開列顏翻譯的書所犯的基本錯誤，不但德、法文姓名翻錯，就連Leicester也給譯成「李色斯特」（讀作賴斯特）。他說英國文學教授犯這種程度的錯誤，可謂「貽害學子」。

### 与唐德刚
1986年唐德剛与夏志清發生紅樓風波。唐〈海外读紅樓〉行文之中提到了夏志清，說“吾友夏志清教授熟讀洋書，以夷變夏，便以中國白話小說藝術成就之低劣為可恥，並遍引周作人、俞平伯、胡適之明言暗喻，以稱頌西洋小說態度的嚴肅與技巧的優異”。
夏志清為文反駁刊載在台灣《聯合報》、《傳記文學》和美國《世界日報》上，題目為《諫友篇—駁唐德剛〈海外讀紅樓〉》。全文分九節，小標題順序為：“極右派的罪證”、“狄更斯改姓成孤兒”、“膽大心粗讀導論”、“刪削譯文改原意”、“惡意類比，毫無道理”、“多少腳，昨晚夢魂中”、“評斷小說非易事”、“林黛玉與梅蘭芳”、“批夏之政治用意”。
唐德剛回答夏志清的文章題目叫《紅樓遺禍——對夏志清“大字報”的答復》，刊於《中國時報》的《人間》副刊。文章有18個小標題：“夏教授的‘大字報’”、“自罵和自捧”、“瘋氣要改改”、“學問倒不妨談談”、“以‘崇洋過當’觀點貶抑中國作家”、“學界姑息養奸的結果”、“崇洋自卑的心態”、“對‘文學傳統’的違心之論”、“社會科學上的常識”、“從宏觀論‘左翼作家’”、“宏觀下之‘右翼’與‘極右’”、“也談：《塊肉餘生錄》”、“‘好萊塢’電影算不得學問”、“紅學會議的資格問題”、“紅學會的性質和意義”、“為林娘喊話”、“為梅郎除垢”、“做人總應有點良知”。
1986年10月18日《中國時報》報道：“喧騰海內外的唐、夏之爭，數天前已告結束。據聞，10日晚上在紐約文藝協會的一次宴會上，唐、夏二人已握手言和，盡棄前嫌。”

### 与司马长风
夏志清的〈現代中國文學史四種合評〉書評認為，司馬長風（1920年—1980年）《中國新文學史》是一本「草率」之作，司馬長風《中國新文學史》上卷附錄2有《答覆夏志清的批評》。

## 書信集
- 《夏志清夏濟安書信集：卷一（1947-1950）》，聯經出版社，2015年，ISBN 9789570845617
- 《夏志清夏濟安書信集：卷二（1950-1955）》，聯經出版社，2016年，ISBN 9789570848120
- 《夏志清夏濟安書信集：卷三（1955-1959）》，聯經出版社，2018年，ISBN 9789570851861

## 外部連結
- Hsia, C.T. [夏志清].  [中國現代小說史] 1. 纽黑文: 耶魯大學出版社. 1961年 –archive.org （英语）.

1. ↑  今上海市浦東新區